# Cacateo
Cacateo är en ort i Mexiko.   Den ligger i kommunen Tamazunchale och delstaten San Luis Potosí, i den sydöstra delen av landet, 200 km norr om huvudstaden Mexico City. Cacateo ligger 406 meter över havet och antalet invånare är 469.
Terrängen runt Cacateo är kuperad åt nordost, men åt sydväst är den bergig. Runt Cacateo är det ganska tätbefolkat, med 60 invånare per kvadratkilometer. Närmaste större samhälle är Tamazunchale, 11,4 km nordost om Cacateo. I omgivningarna runt Cacateo växer i huvudsak städsegrön lövskog.